# Беназолин
Беназолин — гербицид из группы тиазолинонов (тиазолинкетонов) и бензосоединений. Бесцветное, кристаллическое вещество.

## Синтез
Беназолин можно получить путём последовательных реакций 2-хлоранилина с тиоционатом аммония и этиловым эфиром хлоруксусной кислоты.

## Характеристики
Беназолин представляет собой горючее бесцветное твёрдое вещество, практически нерастворимое в воде. Растворимость в воде при 20 °C и рН 3 составляет всего 500 мг/л. Значение pKa карбоксильной группы — в зависимости от источника — составляет 3,04 или 3,6.

## Использование
Беназолин — это гербицид, который может накапливаться в почвах как ксенобиотик. Механизм действия основан на ингибировании транспорта ауксинов. Сходный эффект оказывают и его калиевые соли, а также соединения того же ряда, такие как беназолин-диметил аммония и беназолинэтил.

## Утверждение
Беназолин не был включён в список в Европейском Союзе допустимой защиты растений активные ингредиенты 2002 года. В странах ЕС и в Швейцарии данное вещество запрещено к использованию.